# تيم غوس
تيم غوس (بالإنجليزية: Tim Goss)‏ هو مهندس بريطاني، ولد في 28 فبراير 1963 في المملكة المتحدة.